# 하동 금오산 마애여래좌상
하동 금오산 마애여래좌상(河東 金鰲山 磨崖如來坐像)은 대한민국 경상남도 하동군 금남면 금오산의 바위굴 암벽에 선으로 새긴 불상이다.
1993년 1월 8일 경상남도의 유형문화재 제290호 하동 금오산 마애불로 지정되었다가, 2018년 12월 20일 현재의 명칭으로 변경되었다.

## 개요
경상남도 하동군 금남면 금오산의 바위굴 암벽에 선으로 새긴 불상이다.
보존 상태가 양호하며, 불상 옆에 9층 석탑이 조각된 특이한 형태를 하고 있다. 얼굴 표정은 자세히 알 수 없으나 머리 위에는 상투 모양의 머리묶음이 큼직하게 솟아 있다. 옷은 양 어깨를 감싸며 흘러 내리고 있다. 몸광배와 머리광배를 구분하여 광배(光背)를 표현했는데, 광배 안에는 아무런 장식이 없어 소박해 보인다.
구름을 타고 달을 업은 채 하늘을 나는 형상을 하고 있는 이 마애불은 고려시대에 만든 작품으로 추정된다.

## 참고 문헌
- 하동 금오산 마애여래좌상 - 국가유산청 국가유산포털